# Juan Bautista Pardo
Juan Bautista Pardo (España, c.1785-Cuba, después de 1824) fue un militar español.
En 1808 fue secretario de la Junta Suprema Central en Sevilla. Cuatro años más tarde era coronel.
En 1815 se embarcó para Venezuela en la Expedición Pacificadora de Pablo Morillo, quedando en la guarnición que dejó antes de seguir al Virreinato de Nueva Granada. Era coronel del regimiento Húsares de Fernando VII, cuando el 19 de julio fue nombrado general de brigada y comandante general interino de Cumaná, Barcelona, Margarita e intendente, gobernador y comandante general de Guayana. El 2 de septiembre venció en Cumaná al coronel patriota Manuel Villarroel.
Quedó a cargo de la custodia de Luisa Cáceres, la esposa del general patriota Juan Bautista Arismendi, quien dio a luz en prisión, por lo cual recomendó al brigadier Salvador de Moxó y Quadrado decapitarla en venganza por la masacre de prisioneros españoles perpetrada por su marido. Cuando estalló una rebelión en isla Margarita fue enviado a sofocarla, viéndose rápidamente sobrepasado. Poco después, desembarca Simón Bolívar, quien le envía un ultimátum el 13 de mayo. Cuatro días después, le volvió a exigir su rendición, ofreciendo poner fin a la guerra a muerte, pero Pardo respondió que no, pues España jamás declaró tal tipo de guerra y que toda acción fueron justas represalias contra los atropellos cometidos por personajes como Arismendi. Es mencionado como uno de los oficiales que regresaron a España después de la derrota.
El brigadier pidió a Moxó mil soldados de refuerzos, pero aquel, ocupado en otras áreas, no pudo. En la noche del 3 de noviembre abandonó la isla, teniendo un enfrentamiento final con las fuerzas sitiadoras de Pampatar, que mandaba Arismendi. Evacuaron hacia Cumaná. El 19 de enero de 1817 puso bajo asedio al general Santiago Mariño en Cumaná.
Fue Capitán General interino del 8 de julio de 1817 al 4 de enero de 1819, teniendo bajo su cargo todo el territorio excepto los territorios orientales de las Barcelona, Cumaná, Margarita y Guayana. Al mando de su regimiento combatió en la Tercera batalla de La Puerta el 16 de marzo de 1818, pero posteriormente Morillo exigió su remoción por su conducta escandalosa, siendo enviado al Virreinato del Perú, posiblemente participando en la batalla de Ayacucho del 9 de diciembre de 1824.